# Lorenzo Merlino
Lorenzo Merlino (São Paulo, 1972) é um estilista brasileiro.

## Biografia
Lorenzo é um dos estilistas que surgiram para o mercado brasileiro nos anos 90 e posteriormente ganharam representatividade também internacional.
Iniciou sua graduação pela Faculdade Santa Marcelina em 1991 e se formou em 1994 com um desfile que foi destaque da imprensa especializada. Antes disso foi finalista do concurso Smirnoff International Fashion Awards do ano de 1993. No ano seguinte a sua formatura, desfilou uma coleção individual no Hotel Hilton em São Paulo. Em 1995 foi para Paris após um convite para estágio com a diretora Marie Rucki, do Instituto Berçot.
Na sua volta ao Brasil, Lorenzo lançou sua marca que leva o seu próprio nome e juntamente com outros jovens estilista fundou a Semana de Moda Casa de Criadores onde desfilou suas coleções de abril de 97 a março de 99.
O estilista optou então por fazer seus desfiles de maneira independente. Nesse período Lorenzo Merlino se torna o primeiro estilista de nacionalidade brasileira a ser representado em showroom de Paris, aparecendo na imprensa internacional. Entre as publicações conhecidas internacionalmente onde o estilista foi citado e também teve peças de sua autoria utilizadas em editoriais de moda estão: The Face, Elle, View on colour, I-D, Tank, Jalouse, Libération, L'Officiel. A popstar Madonna arrematou um de seus vestidos na época. Em 2000, foi o único estilista brasileiro convidado pela Tencel a participar, juntamente com outros 7 estilistas, de um desfile patrocinado pela marca, paralelo a semana de moda oficial de Nova York. O evento recebeu o nome de Os Modernistas.
Lorenzo fez um breve retorno a Semana de Moda e logo em seguida foi convidado por uma banca de jornalistas brasileiros especializados em moda a participar da São Paulo Fashion Week, principal semana de moda brasileira, na edição verão 2002, ano em que pela primeira vez uma comissão formada pelos principais nomes da imprensa nacional especializada no ramo de moda teve a responsabilidade de arbitrar a entrada de novos participantes.
Sua carreira internacional continuou com sua representação de 2003 a 2005 no show-room de Nova York chamado Opening Ceremony. Em 2004 a revista americana Index, publicou um artigo elegendo os 5 principais jovens estilistas do globo e o seu nome figurava entre eles.
Dentro do mercado brasileiro Lorenzo Merlino já licenciou vários produtos em parceria com diversas marcas fortes do mercado nacional. Com a C&A desenvolveu uniformes para os funcionários da Pinacoteca do Estado de São Paulo e isto lhe deu a oportunidade de lá desfilar sua coleção durante a SPFW. Assinou durante dois anos uma coleção de bolsas para a Le Postiche, sapatos com a Vizzano, acessórios para celular com a Motorola e recentemente uma coleção masculina para a Riachuelo. Outras marcas que podem ser citadas são Grendene, Speedo, VR São Paulo, Melissa e Diadora.
O seu curriculum acadêmico inclui ainda o curso de pós graduação em História da Arte, concluído em 2013. Lecionou em instituições de ensino superior reconhecidas pelo mercado e atualmente é titular da cadeira de Projeto de Moda nos cursos de graduação e pós-graduação em moda da Fundação Armando Alvares Penteado - FAAP, e é professor na Escola São Paulo e em outras escolas de moda em todo o Brasil.
Atualmente vive na Inglaterra, onde cumpre bolsa de doutorado-sanduíche na University of Brighton.

## Prêmios
Lorenzo Merlino foi indicado ao XIV Prêmio Carlos Gomes em 2011 por melhor figurino e escolhido melhor figurinista de óperas do Brasil em 2015 pela revista Concerto.